# Club Esportiu Manacor
El Club Esportiu Manacor, oficialment i en castellà Club Deportivo Manacor, és un club de futbol mallorquí de la ciutat de Manacor (Llevant, Mallorca, Illes Balears). Va ser fundat l'any 1923 i és conegut bàsicament pel seu primer equip masculí, que competeix actualment a la Tercera Federació - Grup XI. A més, el seu primer equip femení juga a la Femenina Autonòmica, i té una dotzena d'equips al seu futbol base. El Manacor disputa els seus partits a l'Estadi de Na Capellera, a la mateixa ciutat, que té una capacitat de 4.000 espectadors.
La màxima categoria on ha competit el Manacor és l'extinta Segona divisió B, que va comptar amb presència manacorina durant cinc temporades, totes durant el segle xx. A més, el club ha participat en 60 edicions de Tercera divisió.

## Història

### Evolució de nom
- Futbol Club Manacor (1923-1934)
- Club Deportivo Nacional de Manacor (1934-1935)
- Racing Club de Manacor (1935-1937)
- Club Deportivo Manacor (1937-present)[7][8]

### Inicis de futbol a Manacor
El futbol va arribar per primera vegada a Manacor el 1908 amb la fundació del Foot-Ballista Club Manacor, vinculat al sindicat agrícola. Més tard en sorgí una escissió, el Foot-Ballista Club Alfonso XII, però tots dos desaparegueren un any més tard. Dels socis i jugadors d'ambdós equips es va fundar, el 1909, el Club Manacor de Foot-Ball, que va existir durant deu anys, però també va acabar per descomparèixer.

### Fundació del CE Manacor (1923)
El 23 de juny de 1923, es va fundar un nou equip de futbol al Teatre Principal a Manacor: el Futbol Club Manacor, que va agafar el relleu com equip representatiu de la ciutat ingressant a la Federació Catalana de Futbol. Ràpidament, el Manacor es convertiria en un dels equips referents de la Part Forana, juntament amb el CE Constància d'Inca.

### Anys 1920. El subcampionat de Primera Categoria i el primer camp
La temporada 1924-25, el Manacor va debutar a la Primera Categoria del Campionat de Balears de futbol després d'una temporada d'absència per manca d'un camp reglamentari. Una temporada després, va obtenir el subcampionat després de la renúncia per part de la majoria dels equips mallorquins que participaven en el campionat. La final pel títol del campionat de 1925-26 es va jugar contra el RS Alfons XIII FC (anomenat actualment RCD Mallorca) a Felanitx, guanyada pels vermells 1-0. Va ser l'únic subcampionat d'aquesta competició obtingut per part dels manacorins.
Durant la segona festa de Pasqua del 1925 es va inaugurar l'estadi de Na Capellera amb un partit amistós contra el RS Alfons XIII FC. Curiosament, el club vestia de blaugrana als inicis, a imitació del FC Barcelona, el qual tenia molts de seguidors a l'illa.

### Anys 1930. Crisi, refundacions i guerra
Cap al 1930, el Manacor comença a patir greus problemes econòmics, els quals el van conduir perdre la categoria, vendre el camp l'agost de 1934 i desaparèixer pocs dies després. Aquell mateix any, es va fundar el Club Deportivo Nacional de Manacor, format per exjugadors del club recentment desaparegut. El nou club va canviar els colors, que passaven a ser franges blanc-i-vermelles i calçons negres (que els anys setanta acabaria per canviar a blau), mentre que va mantenir l'estadi de l'antic club. Just entrat l'any 1935, el Nacional canvia de nom a Racing Club de Manacor.
Inicialment, semblava que el Racing podria recuperar els èxits del vell FC Manacor, però l'esclat de la guerra civil va causar la paralització completa temporal del club. Als inicis del 1937, directius franquistes van agafar els regnes del club i el van refundar com a Club Deportivo Manacor, incorporant la base de jugadors del Racing.

### Anys 1940. Ascens a Tercera divisió
Després d'una temporada a Segona Regional, el Manacor va pujar a Primera Regional la temporada 1940-41. Va aconseguir consolidar-s'hi amb certa tranquil·litat i es va proclamar campió balear a tres ocasions: 1944-45, 1945-46 i 1948-49, aconseguint l'ascens a Tercera divisió després del tercer campionat.

### Anys 1950. Consolidació i gairebé un altre ascens
L'ascens a Tercera divisió va significar deixar enrere les competicions regionals i començar a competir contra equips catalans i valencians. El quart lloc obtingut a la temporada del debut va posar al Manacor per damunt d'altres equips mallorquins de renom, com el CE Atlètic Balears o el CE Constància, amb què era la segona força a l'illa (després del CD Mallorca, que competia a Segona divisió).
Durant la resta dels anys 1950, el Manacor solia acabar als llocs més alts de la classificació, fins i tot lluitant pel campionat a algunes temporades. La millor temporada de la dècada va ser el 1959-60, en què el Manacor va guanyar la lliga de Tercera divisió després d'un tram final agònic. El Manacor anava a jugar la promoció d'ascens a Segona divisió contra l'Hèrcules CF d'Alacant, que va perdre 2-0. El club no tornaria a quedar tan a prop de la segona categoria estatal.

#### Campionat de la Copa Uruguai (1958)
Paral·lelament a la Tercera divisió, el Manacor participava en la Copa Uruguai, un torneig mallorquí important durant els anys 1950 i 1960. Va guanyar l'edició de 1957-58 després de superar la fase de grups, eliminar el CE Atlètic Balears de la semifinal (2-2, 1-1 i 6-2) i guanyar al CE Alaró a la final (4-1).

### Anys 1960 i 1970. Un equip ascensor
Durant els anys 1960, el Manacor va jugar totes les temporades a Tercera, però sense jugar una altra promoció d'ascens. De fet, el 1970 va baixar a Primera Regional, competició que es va convertir en Regional Preferent dos anys després. Els anys 1970 es caracteritzen per l'alt nombre d'ascensos i descensos del Manacor. Successivament, va baixar (1970), pujar (1973), baixar (1974), pujar (1978), baixar (1979) i finalment pujar (1980). La temporada 1979-80 seria l'última del Manacor a categories regionals durant el segle xx.

### Anys 1980 i 1990. L'època gloriosa
Durant els primers anys dels anys 1980, es va intentar per primer cop pujar a la Segona divisió B, la nova tercera categoria estatal que va convertir la Tercera divisió en quarta categoria. La temporada 1983-84, el Manacor va aconseguir l'ascens a Segona divisió B, malgrat no haver-hi campionat a Tercera. La temporada següent seria, en un sentit, la millor temporada de la història més o menys recent del club, vist que el Manacor va aconseguir l'única permanència a Segona B fins a l'actualitat. La temporada 1985-86, però, va tornar a Tercera.
Durant la dècada dels 1990, el Manacor va guanyar dos campionats de Tercera: el de 1990 i el de 1993. Ambdós dels campionats acabaven d'una manera similar: el Manacor va pujar directament a Segona divisió B, però també va baixar a Tercera un any després. Durant aquests anys, el Manacor va viure la seva època gloriosa, solia omplir Na Capellera i va ser considerat un dels equips més forts de la Part Forana.

### Anys 2000 i 2010. Moltes temporades més a Tercera
El segle XXI, el Manacor va confirmar el seu perfil com un 'clàssic' de la Tercera divisió, acumulant-hi 16 temporades més. Durant els primers anys del segle XXI, semblava que el club podia tornar a pujar a Segona divisió B, però va ser eliminat de les promocions d'ascens en què participava i va caure a Regional Preferent el 2009.
Tot i que el descens va tenir un impacte profund en el club, també va significar l'inici d'una nova dinàmica. Amb un equip il·lusionant, el Manacor va aconseguir dos campionats i ascensos seguits, una a Tercera divisió (2010) i una a Segona divisió B (2011-12). No obstant això, el club no va poder mantenir la categoria i va tornar a Tercera un any després. Entre 2015 i 2017, el Manacor va competir a Regional Preferent, jugant totes les altres temporades dels anys 2010 a Tercera.

### Anys 2020. Promocions i la Copa del Rei
La temporada 2020-21, afectada greument per la pandèmia de COVID-19, va ser la primera temporada en què el Manacor lluitava per l'ascens des de la tornada a Tercera l'any 2017. El club va finalitzar quart en la primera fase i tercer en la segona fase, amb què va quedar a un punt de la promoció d'ascens.
Abans de començar la temporada 2021-22, la Tercera divisió va ser reemplaçada per la Tercera Federació, passant a ser la quinta categoria del futbol estatal. Així, el Manacor va estrenar una nova categoria, tot i que la nova competició va ser pràcticament una continuació de la competició anterior. Quant als resultats, el Manacor va millorar en comparació amb la temporada anterior, finalitzant en el segon lloc. En la promoció d'ascens a Segona Federació, el Manacor va sobreviure la fase regional, eliminant al CE Llosetí (4-1) i la UE Poblera (2-1). En la fase estatal, no obstant, va perdre contra l'AD Alcorcón B madrileny (0-2), amb què va acabar el somni de l'ascens.
La temporada 2022-23 va ser una altra bona temporada, però amb el mateix desenllaç. En una lluita pel campionat molt disputada amb el CE Andratx, la SE Penya Independent i la UE Poblera, el Manacor va finalitzar en el segon lloc, empatant a punts amb el club andritxol. En la promoció contra equips balears va perdre en la primera ronda contra el CE Santanyí (1-0 a Santanyí i 1-1 a Manacor) i va haver de seguir a Tercera Federació.
La temporada 2023-24, el Manacor va classificar-se per la promoció d'ascens per tercer cop seguit, però aquesta vegada després d'haver finalitzat en la cinquena posició durant la temporada regular. Pel segon cop consecutiu, el club va caure en la primera ronda, aquesta vegada contra el RCD Mallorca B (1-0 a Manacor i 5-1 a Palma).

#### Dues participacions a la Copa del Rei
Gràcies a les bones classificacions a la Tercera Federació en les temporades 2021-22 i 2022-23, el Manacor va entrar a la Copa del Rei les temporades 2022-23 i 2023-24. La primera temporada, va rebre el FC Andorra de l'estat homònim, equip actiu a Segona divisió, però va perdre 1-3. La segona temporada, va visitar Manacor la UD Las Palmas, equip de Primera divisió, guanyant els canaris amb un marcador de 0-3.

## Símbols

### Colors
El Manacor no ha jugat sempre amb els mateixos colors. Als primers anys, va jugar amb una indumentària blaugrana, basada en la del FC Barcelona. El 1935, va adoptar una samarreta blanc-i-vermella amb calçons i mitjons negres. Durant el segle xx, va canviar el color dels calçons a blau i el dels mitjons a vermell.
| 1923-1935 | 1935-1954 | 1954-1978 | 1978-present |

### Escut
A grans trets, l'escut del Manacor no ha canviat al llarg dels anys. La part central consisteix en tres parts: 
- la part alta disposa de quatre barres vermelles sobre un fons blanc, els colors del Club;
- la part central mostra el nom del Club en negre sobre un fons blanc;
- la part baixa mostra una mà que porta un cor, una referència a l'escut oficial del municipi de Manacor.

A més, l'any 1979 s'han afegit dos nous elements a l'escut: una pilota darrere la part alta de l'escut i llorers al voltant de l'escut.

### Himne
L'himne ha set compost per Guillem d'Efak. La lletra és la següent:
Ara ja surt en el camp. Sí! Ara ja surt en el camp. Sí! Ara ja surt en el camp!
El Manacor que és el més bo.
Hip, Hip, Hip! El nostro equip és l'equip de tots, de tots aquells que volen a ser manacorins.
Tant si ha nascut aquí o allà deçà la mar, l'equip del Manacor mos fa germans.
Manacor, Manacor, el bon manacorí t'estima de bon cor.
Manacor, Manacor, tant si guanya com si perd el Manacor és més bo!
Manacor, és més bo! Manacor, és més bo! Manacor, és més bo!

## Estadi
El Manacor disputa els seus partits com a titular a l'Estadi de Na Capellera, el camp de futbol principal de Manacor. Va ser inaugurat el 1925 amb un partit contra el RS Alfons XIII FC (ara RCD Mallorca) i ha set remodelat diverses vegades. Té una capacitat de 4.000 espectadors, és de gespa artificial i té unes dimensions de 105x67.

## Dades del club

### Temporades
- Temporades a Segona divisió B (5): 1984-85 a 1985-86, 1990-91, 1993-94 i 2011-12
- Temporades a Tercera divisió (56): 1949-50 a 1969-70, 1973-74, 1978-79, 1980-81 a 1983-84, 1986-87 a 1989-90, 1991-92 a 1992-93, 1994-95 a 2008-09, 2010-11, 2012-13 a 2014-15, 2017-18 a 2020-21
- Temporades a Tercera Federació (4): 2021-22 a 2024-25
- Temporades a Regional Preferent (9): 1972-73, 1974-75 a 1977-78, 2009-10 i 2015-16 a 2016-17
- Temporades a Primera Regional (10): 1941-42 a 1948-49 i 1970-71 a 1971-72
- Temporades a Segona Regional (2): 1939-40 a 1940-41

### Classificacions a la Lliga espanyola
El Manacor ha participat a un total de 65 temporades a categories estatals: cinc a Segona divisió B, 56 a Tercera divisió i 4 a Tercera Federació, a més d'un total de 21 temporades a categories regionals sota diverses denominacions.
| - 1939-40: 2a Regional (2n) - 1940-41: 2a Regional (1r) - 1941-42: 1a Regional (2n) - 1942-43: 1a Regional (6è) - 1943-44: 1a Regional (3r) - 1944-45: 1a Regional (1r) - 1945-46: 1a Regional (1r) - 1946-47: 1a Regional (4t) - 1947-48: 1a Regional (3r) - 1948-49: 1a Regional (1r) - 1949-50: 3a Divisió (3r) - 1950-51: 3a Divisió (4t) - 1951-52: 3a Divisió (10è) - 1952-53: 3a Divisió (6è) - 1953-54: 3a Divisió (8è) - 1954-55: 3a Divisió (3r) - 1955-56: 3a Divisió (4t) - 1956-57: 3a Divisió (4t) - 1957-58: 3a Divisió (4t) - 1958-59: 3a Divisió (4t) - 1959-60: 3a Divisió (1r) - 1960-61: 3a Divisió (7è) - 1961-62: 3a Divisió (3r) | - 1962-63: 3a Divisió (5è) - 1963-64: 3a Divisió (4t) - 1964-65: 3a Divisió (7è) - 1965-66: 3a Divisió (7è) - 1966-67: 3a Divisió (7è) - 1967-68: 3a Divisió (7è) - 1968-69: 3a Divisió (13è) - 1969-70: 3a Divisió (19è) - 1970-71: 1a Regional (2n) - 1971-72: 1a Regional (2n) - 1972-73: Reg. Preferent (2n) - 1973-74: 3a Divisió (20è) - 1974-75: Reg. Preferent (3r) - 1975-76: Reg. Preferent (11è) - 1976-77: Reg. Preferent (10è) - 1977-78: Reg. Preferent (4è) - 1978-79: 3a Divisió (20è) - 1979-80: Reg. Preferent (1r) - 1980-81: 3a Divisió (6è) - 1981-82: 3a Divisió (3r) - 1982-83: 3a Divisió (2n) - 1983-84: 3a Divisió (2n) - 1984-85: 2a Divisió B (17è) | - 1985-86: 2a Divisió B (16è) - 1986-87: 3a Divisió (8è) - 1987-88: 3a Divisió (3r) - 1988-89: 3a Divisió (4t) - 1989-90: 3a Divisió (1r) - 1990-91: 2a Divisió B (19è) - 1991-92: 3a Divisió (2n) - 1992-93: 3a Divisió (1r) - 1993-94: 2a Divisió B (20è) - 1994-95: 3a Divisió (6è) - 1995-96: 3a Divisió (6è) - 1996-97: 3a Divisió (4t) - 1997-98: 3a Divisió (9è) - 1998-99: 3a Divisió (5è) - 1999-00: 3a Divisió (3r) - 2000-01: 3a Divisió (4t) - 2001-02: 3a Divisió (7è) - 2002-03: 3a Divisió (3r) - 2003-04: 3a Divisió (12è) - 2004-05: 3a Divisió (2n) - 2005-06: 3a Divisió (10è) - 2006-07: 3a Divisió (9è) - 2007-08: 3a Divisió (10è) | - 2008-09: 3a Divisió (18è) - 2009-10: Reg. Preferent (1r) - 2010-11: 3a Divisió (1r) - 2011-12: 2a Divisió B (19è) - 2012-13: 3a Divisió (6è) - 2013-14: 3a Divisió (10è) - 2014-15: 3a Divisió (19è) - 2015-16: Reg. Preferent (10è) - 2016-17: Reg. Preferent (1r) - 2017-18: 3a Divisió (12è) - 2018-19: 3a Divisió (17è) - 2019-20: 3a Divisió (15è) - 2020-21: 3a Divisió (9è) - 2021-22: 3a Federació (2n) - 2022-23: 3a Federació (2n) - 2023-24: 3a Federació (5è) - 2024-25: 3a Federació |

- - Campionat de Lliga

- - Ascens

- - Descens

### Copa del Rei
El club s'ha classificat per a jugar la fase final de la Copa del Rei a tres ocasions, amb els resultats següents:
- 2011-12: 1a ronda
- 2022-23: 1a ronda
- 2023-24: 1a ronda

## Palmarès

### Tornejos estatals
- Tercera Divisió (4): 1959-60, 1989-90, 1992-93, 2010-11

### Tornejos regionals
- Regional Preferent (2): 1979-80, 2009-10
- Primera Regional (3): 1944-45, 1945-46, 1948-49
- Segona Regional (1): 1940-41
- Copa Uruguai (1): 1958

## Primer equip

### Plantilla 2024-25
Plantilla i cos tècnic del primer equip masculí la 2024-25.
| N. | Pos. | Nac. | Jugador          |
| -- | ---- | --- | ---------------- |
| 2  | DEF  | [[Fitxer:Flag of the Balearic Islands.svg\|23x15px\|border \|alt=Illes Balears\|link=Selecció de futbol de les Illes Balears\|{{#if:\|]]       | Sergio Barroso   |
| 3  | DEF  | [[Fitxer:Flag of the Balearic Islands.svg\|23x15px\|border \|alt=Illes Balears\|link=Selecció de futbol de les Illes Balears\|{{#if:\|]]       | Alejandro García |
| 4  | DEF  | [[Fitxer:Flag of the Balearic Islands.svg\|23x15px\|border \|alt=Illes Balears\|link=Selecció de futbol de les Illes Balears\|{{#if:\|]]       | Sergi Vecina     |
| 5  | DEF  | [[Fitxer:Flag of the Valencian Community (2x3).svg\|23x15px\|border \|alt=País Valencià\|link=Selecció de futbol del País Valencià\|{{#if:\|]] | Chato            |
| 6  | DEF  | [[Fitxer:Flag of the Balearic Islands.svg\|23x15px\|border \|alt=Illes Balears\|link=Selecció de futbol de les Illes Balears\|{{#if:\|]]       | Víctor Barber    |
| 7  | MIG  | [[Fitxer:Flag of the Balearic Islands.svg\|23x15px\|border \|alt=Illes Balears\|link=Selecció de futbol de les Illes Balears\|{{#if:\|]]       | Josep Cardona    |
| 8  | MIG  | [[Fitxer:Flag of the Balearic Islands.svg\|23x15px\|border \|alt=Illes Balears\|link=Selecció de futbol de les Illes Balears\|{{#if:\|]]       | Marcos Arriaza   |
| 9  | DAV  | [[Fitxer:Flag of the Balearic Islands.svg\|23x15px\|border \|alt=Illes Balears\|link=Selecció de futbol de les Illes Balears\|{{#if:\|]]       | Toni Florit      |
| 10 | DAV  | [[Fitxer:Flag of the Balearic Islands.svg\|23x15px\|border \|alt=Illes Balears\|link=Selecció de futbol de les Illes Balears\|{{#if:\|]]       | Alberto Pareja   |
| 11 | DAV  | [[Fitxer:Flag of the Balearic Islands.svg\|23x15px\|border \|alt=Illes Balears\|link=Selecció de futbol de les Illes Balears\|{{#if:\|]]       | Jaume Martí      |
| 13 | POR  | [[Fitxer:Flag of the Balearic Islands.svg\|23x15px\|border \|alt=Illes Balears\|link=Selecció de futbol de les Illes Balears\|{{#if:\|]]       | Aarón Gómez      |

| N. | Pos. | Nac. | Jugador           |
| -- | ---- | --- | ----------------- |
| 14 | DAV  | [[Fitxer:Flag of the Balearic Islands.svg\|23x15px\|border \|alt=Illes Balears\|link=Selecció de futbol de les Illes Balears\|{{#if:\|]] | Raúl Acedo        |
| 16 | DAV  | [[Fitxer:Flag of the Balearic Islands.svg\|23x15px\|border \|alt=Illes Balears\|link=Selecció de futbol de les Illes Balears\|{{#if:\|]] | Nico Cruz         |
| 17 | DAV  | [[Fitxer:Flag of Catalonia.svg\|23x15px\|border \|alt=Catalunya\|link=Selecció de futbol de Catalunya\|{{#if:\|]]                        | Kike Sánchez      |
| 18 | MIG  | [[Fitxer:Flag of the Balearic Islands.svg\|23x15px\|border \|alt=Illes Balears\|link=Selecció de futbol de les Illes Balears\|{{#if:\|]] | Diego Granados    |
| 19 | DEF  | [[Fitxer:Flag of the Balearic Islands.svg\|23x15px\|border \|alt=Illes Balears\|link=Selecció de futbol de les Illes Balears\|{{#if:\|]] | Adrián Compte     |
| 20 | DEF  | [[Fitxer:Flag of the Balearic Islands.svg\|23x15px\|border \|alt=Illes Balears\|link=Selecció de futbol de les Illes Balears\|{{#if:\|]] | Toni Torregrosa   |
| 21 | MIG  | [[Fitxer:Flag of the Balearic Islands.svg\|23x15px\|border \|alt=Illes Balears\|link=Selecció de futbol de les Illes Balears\|{{#if:\|]] | Tià Sastre        |
| 22 | MIG  | [[Fitxer:Flag of the Balearic Islands.svg\|23x15px\|border \|alt=Illes Balears\|link=Selecció de futbol de les Illes Balears\|{{#if:\|]] | Sito Riera        |
| 24 | DAV  | [[Fitxer:Flag of the Balearic Islands.svg\|23x15px\|border \|alt=Illes Balears\|link=Selecció de futbol de les Illes Balears\|{{#if:\|]] | Miguel Llompart   |
| 25 | POR  | [[Fitxer:Flag of the Balearic Islands.svg\|23x15px\|border \|alt=Illes Balears\|link=Selecció de futbol de les Illes Balears\|{{#if:\|]] | Guillem Caldentey |

#### Cos tècnic
- Primer entrenador: Andrés Vázquez
- Segon entrenador: Jaume Vadell
- Preparador físic: Xavi Moreno
- Entrenador de porters: Gaspar Veny
- Delegat: Nano

## Jugadors destacats
- Miquel Àngel Nadal
- Toni Muñoz
- Xavi Ginard

## Curiositats
- L'aficionat més conegut del Manacor és el tenista Rafael Nadal, nascut a Manacor i nebot de Miquel Àngel Nadal, exjugador del Manacor, del RCD Mallorca i del FC Barcelona, entre d'altres.[47]